# Lepyrodia anarthria
Lepyrodia anarthria är en gräsväxtart som beskrevs av Ferdinand von Mueller. Lepyrodia anarthria ingår i släktet Lepyrodia och familjen Restionaceae. Inga underarter finns listade i Catalogue of Life.